# Bárðarbunga
Bárðarbunga (['b̥aurðarˌb̥uŋg̥a]ⓘ) es un estratovolcán activo situado bajo la capa de hielo del glaciar Vatnajökull, el más extenso de Islandia. Se levanta a unos 2 mil m s. n. m., lo que lo convierte en la segunda montaña más alta de Islandia, sólo unos 10 m por debajo del Hvannadalshnjúkur. Forma parte de un sistema volcánico de 200 km de longitud y 25 km de ancho. La última vez que entró en erupción fue en 1910. Sin embargo, en agosto de 2014, el volcán comenzó a dar signos de creciente actividad sísmica lo que forzó a las autoridades aeronáuticas islandesas a emitir diversas alertas. Sus erupciones llegaron a alterar el tiempo meteorológico y el tráfico aéreo en el hemisferio norte de la Tierra.

## Etimología
El topónimo Bárðarbunga proviene del nombre de un antiguo colono islandés y se puede traducir literalmente como el "promontorio de Bárður" o "barriga de Bárður", siendo "Bárðar" el caso genitivo de "Bárður".

## Características
La caldera del Bárðarbunga tiene unos 70 km², con un ancho de 10 km y una profundidad de 700 m. Los bordes circundantes se emediaciones provenían de otros volcanes. Sin embargo, estudios más recientes demostraron que las mismas se habían originado en el Bárðarbunga. La erupción en la fisura de Gjálp de 1996 puso de manifiesto la posible interacción existente entre el Bárðarbunga y el volcán Grímsvötn. Se piensa que dicha erupción fue disparada por la ocurrencia de un terremoto del orden de M5 en la escala de Richter.
La actividad sísmica en el volcán ha sido intermitente y se lo considera activo, aunque sin erupciones recientes. Existe actividad volcánica frecuente fuera del glaciar, hacia el suroeste, en las tierras altas entre Vatnajökull y Mýrdalsjökull, así como hacia el noreste en el Dyngjufjöll. Durante los últimos siete años, la actividad sísmica ha aumentado gradualmente en Bárðarbunga y el enjambre fisura al norte del volcán. Esta actividad redujo después del Grímsvötn erupción de mayo de 2011, pero ahora ha vuelto a un nivel similar al de antes de la erupción.

## Actividad
A lo largo de la historia, ha habido grandes erupciones en períodos que oscilan entre los 250 a los 600 años. La mayor erupción del Bárðarbunga tuvo un índice de explosividad volcánica (VEI) de 6, aunque existe evidencia de múltiples erupciones de menor intensidad en los últimos 10 mil años.

### 6600 aC
Hace unos 8500 años se formó el Þjórsá Lava, el mayor flujo de lava de la tierra durante el holoceno. Se estima en un volumen total de 21 a 30 kilómetros cúbicos y cubre aproximadamente 950 km².

### 870
Fue la primera erupción desde la colonización de la isla y se calcula que tuvo un VEI de 4. En esta época hubo otras muchas erupciones al suroeste del glaciar.

### 1477
Fue la mayor erupción conocida de Islandia con un VEI de 6...

### 1701-1864
Los estudios de las capas de tefra han demostrado que hubo una serie de erupciones bajo el glaciar, probablemente, en el noreste del cráter o en Bárðarbunga. También ha habido erupciones más pequeñas en una zona libre de hielo de Dyngjuháls hacia el norte-este. Las erupciones parecen seguir un ciclo: hubo varias erupciones en el glaciar entre 1701 y 1740 y desde 1780 no ha habido una erupción en el glaciar o el sistema desde 1862 a 1864.

### 1996
La erupción de este año en la fisura de Gjálp reveló que puede existir una interacción entre los volcanes Bárðarbunga y Grímsvötn. La erupción fue precedida por un terremoto de 5 grados en la escala de Richter con epicentro en el Bárðarbunga.

### 2014
En agosto de 2014 se produjo un enjambre sísmico en el que se registraron unos 1155 terremotos entre el 16 y 17 de agosto, siendo el mayor de ellos de una magnitud 3,8 ML en la escala de Richter. Las observaciones aéreas encontraron depresiones glaciales al sureste del volcán, demostrando la erupción subglacial. Posteriormente, se produjo una erupción en una fisura del campo de lava de Holuhraun, entre los volcanes Bárðarbunga y Askja. Esta erupción se amplió a lo largo de la misma fisura, expulsando una lava fluida que cubre unos 16 km² y alcanzando el río Jökulsá á Fjöllum. en 2014